# Ca l'Harinas
Ca l'Harinas és un edifici del municipi de Vilassar de Mar (Maresme) que forma part de l'Inventari del Patrimoni Arquitectònic de Catalunya.

## Descripció
És un edifici civil que ocupa la cantonada de dos carrers i està adossat a un altre edifici per la banda esquerra. Consta de planta baixa i dos pisos i està cobert per una teulada de dues vessants amb el carener paral·lel a la façana. Presenta una eixida o pati a la part superior.
El seu interès recau en l'ornamentació de la façana principal, especialment els esgrafiats i el coronament. Els esgrafiats es redueixen a una sèrie de cercles amb línies esgrafiades al seu interior i unes garlandes de tipus floral-esquemàtic que emmarquen les finestres del pis superior. El coronament destaca per l'ampli voladís de la teulada sostinguda per grans mènsules escalonades entre les quals hi ha una flor de ceràmica. Sobre la cornisa hi ha uns merlets molt pronunciats, decorats amb uns punts realitzats amb ceràmica, igual que el nucli de les flors esgrafiades.